# Zena Edosomwan
Kinsley Edosomwan, detto Zena (Houston, 6 dicembre 1993), è un cestista statunitense.